# Paidmail
Der Begriff Paidmail oder Bezahl-E-Mail bezeichnet Werbe-E-Mails, für die der Empfänger vom Werbetreibenden eine Vergütung im Centbereich erhält. Im Gegensatz zu unverlangtem Spam sind Paidmails von den Empfängern erwünscht. Dienste, die Paidmails verschicken, werden als Paidmailer bezeichnet.

## Funktionsweise

Funktionsweise eines Paidmailers

Ein Paidmailing-Dienst betreibt eine Onlinegemeinschaft, dessen Mitglieder am Erhalt von E-Mails mit bezahlter Pay-to-Click Werbung interessiert sind. Die Mitgliedschaft wird mit der Anmeldung,  Anlage eines Nutzerkontos und Akzeptanz durch den Betreiber begründet. Sie ist kostenfrei. Benötigt wird ein E-Mailkonto, Mailprogramm, Webbrowser und ein Bankkonto für Auszahlungen.   
Mit internen Wettbewerben um die höchste Klickrate, virtuellen Auslosungen oder Sonderboni wird die Onlinegemeinschaft von dem Betreiber aktiv gepflegt. Zugleich bewirbt der Dienst seine aktive Gemeinschaft unter Werbungtreibenden als potentielle echt zu zählende Besucher von Webseiten oder als potentielle Zielkunden für Produkte und Leistungen. 
Der Werbungtreibende erstellt eine Werbe-E-Mail mit seiner Werbung. Diese wird vom Paidmailer  an Mitglieder versendet. Die Vergütung erfolgt in Kryptowährung, Realwährung oder Punkten. 
Dafür wird die E-Mail geöffnet, gelesen und durch das Klicken auf einen Link bestätigt. 
Der Leser wird auf die beworbene Website des Werbetreibenden geleitet. 
Werbekunden schätzen diese Form des E-Mail-Marketings, da Werbung über Paidmailer die günstigste Form echter Unique Visitors ist. Beim Bewerben themennaher Homepages ist diese Methode effektiv.

## Vergütung
Die Vergütung liegt in der Regel im Bereich von  0,1 Cent bis 0,99 Cent, je nach bestätigter Werbe-E-Mail und Anbieter. Einen höheren Verdienst haben Paidmail-User, wenn sie selbst User werben. In diesem Fall erhält der User einen Prozentsatz des Umsatzes vom geworbenen User oder eine einmalige Vergütung.
Je nach einem vom Paidmail-Betreiber festgelegten und veröffentlichten System erfolgt eine Auszahlung nach Erreichen einer Auszahlungsgrenze auf ein Bankkonto. Oder das Guthaben wird in Gutscheinen für Einkäufe oder weitere Leistungen zum Einsatz auf der Plattform umgerechnet.

## Kritik
Im Bereich der Paidmailer gibt es immer wieder unseriöse Anbieter.
Es ist schwierig, einen seriösen Paidmail-Anbieter als solchen zu erkennen. Zur Registrierung  bei einem Paidmail-Anbieter werden persönliche Informationen abgefragt. Es sollte vor der Anmeldung überprüft werden, ob der Anbieter in seinen AGB eindeutig ausschließt, diese persönlichen Informationen weiterzugeben.
- Informationen über die Seriosität kann man möglicherweise in einer Blacklist erfahren, die es meist in Foren und auf spezialisierten Webseiten gibt. Natürlich können Einträge dort auch von der Konkurrenz "gefälscht" sein, wenn diese Blacklist öffentliche Einträge erlaubt.
- Es muss auch klar sein, dass es nur sehr wenige Mailer gibt, die eine akzeptable Bezahlung bieten können.

## Paidmailer-Jargon
- Auszahlung, Auszahlungsgrenze: Falls das Mitglied einen bestimmten Kontostand in Euro erreicht hat, kann es sich je nach Paidmailer mittels PayPal, Moneybookers oder Überweisung auszahlen lassen.
- Paidbanner: Dies sind Banner, die angeklickt werden können, damit eine bestimmte Vergütung erfolgt.
- Payrate: Wert einer bestimmten Punktemenge.
- Referral (kurz: Ref): Beschreibt einen vom Paidmailer geworbenen anderen User, mit dem sie mitverdienen können.
- Refrallye: Ist eine Art Wettbewerb mit dem Ziel, neue User zu werben. Wer in einer festgelegten Zeit die meisten geworben hat, gewinnt einen Geldbetrag.
- Refjäger nennt man User, die viele User werben und monatlich einen dreistelligen Betrag verdienen.
- Bettellinks: Einige Paidmailer bieten Bettellinks an. Bei einem Klick auf so einen Link erhält man einen Bonus auf sein Guthaben.
- Questionmail: Der Werbungtreibende stellt in seiner Werbung eine Aufgabe. Zum Beispiel ein bestimmtes Produkt zu finden oder Produkteigenschaften zu benennen oder die Aufforderung, an einer Umfrage teilzunehmen.
- Paid4-Szene: Die Branche der Dienste, bei denen für das Ansehen von Werbung bezahlt wird, wird umgangssprachlich Paid4-Szene genannt.
- Umrechnung: Am Monatsende wird dann mit der Payrate der Kontostand (eigene Punkte und die Punkte der Refs) in Euro umgerechnet:
  - W=Werbeeinnahmen des Mailers(in €) || P=gesamte Punktezahl im System || PW=Eurowert eines Punktes || K=Ihr Kontostand in Punkten || NG=Ihr in diesem Monat neu erworbenes Guthaben || AG=Altes Guthaben || G=Guthaben nach der Umrechnung (in €)
  - {\displaystyle (W/P=PW)\Rightarrow (PW*K=NG)\Rightarrow (NG+AG=G)}
  - Hinweis: Es werden dabei natürlich nie die gesamten Werbeeinnahmen wieder an die Mitglieder (= User) ausgegeben, sondern je nach Mailer zwischen 20 % und 90 %.

## Entwicklung der Paidmailer
Mit dem Dotcom-Boom entwickelte sich die Idee, User für das Empfangen von Werbung zu bezahlen. In dieser Zeit entwickelten sich auch die Paidmailer, die den User für das Ansehen von E-Mails bezahlten. 
Aus der Geburtsstunde der Paidmailer sind nur noch wenige Dienste online. Auch zeigt sich, dass der Markt heute überfüllt ist, da es für jeden möglich ist, mit kommerziell erhältlichen Scripts seinen eigenen Paidmailer zu starten. Folglich haben viele Paidmailer 500–5.000 Empfänger, im deutschsprachigen Raum gibt es aber auch Mailer mit über 100.000 Empfängern. Seit 2006 hat sich die deutsche Paidmailer-Szene stabilisiert und einige Paidmailer haben sich professionalisiert.

## Ausländische Paidmailer
Paidmailer aus den USA versenden im Vergleich zu deutschen Anbietern meist mehr E-Mails.
Manche dieser US-Paidmailer werden aus der Volksrepublik China, Polen oder Indien operiert. 
Diese versenden vorwiegend Suchmails. Dabei wird das Mitglied vergütet, indem eine Suche durchgeführt wird.

## Werbung bei Paidmailern
Nutzer können sich bei den Paidmailern auch ein Sponsorenkonto anlegen. Mit diesem Konto ist es möglich, Werbung in Form von E-Mails oder teilweise auch Werbebannern, Textlinks oder Pop-ups zu buchen. Sponsorenpunkte, die sie für die Buchung benötigen, können sie in den internen Shops der Paidmailer oder auch bei eBay kaufen.